# リークトス (アマルテア)

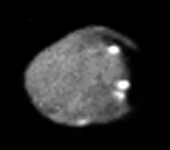
ボイジャー1号によるアマルテアの写真。Lyctos Faculaは下方の明るい部分

Lyctos Faculaは、木星の衛星アマルテアの明るい山である。幅約25kmと推測され 高さ20km（65,617 フィート）で、エベレスト山（29,029 フィート）よりほぼ2.5倍高い。アマルテアに見える2つの命名された白斑の1つで、もう1つはIda Faculaである。1979年、ボイジャー1号によって発見され、同年ゼウスが育ったクレタ島の地域よりネーミングされた。最初は単にLyctosと名付けられていた。